# استفان ج. نیکولز
استفان ج. نیکولز (انگلیسی: Stephen G. Nichols؛ زادهٔ ۲۴ اکتبر ۱۹۳۶) پژوهشگر مطالعات قرون وسطا و از استادان دانشگاه جانز هاپکینز است. نیکولز از اعضای فرهنگستان هنر و دانش آمریکا و دانش‌آموختگان دانشگاه ییل است.